# OR1Q1
OR1Q1 (англ. Olfactory receptor family 1 subfamily Q member 1) – білок, який кодується однойменним геном, розташованим у людей на короткому плечі 9-ї хромосоми. Довжина поліпептидного ланцюга білка становить 314 амінокислот, а молекулярна маса — 35 598.
| 10         |  | 20         |  | 30         |  | 40         |  | 50         |
| ---------- |  | ---------- |  | ---------- |  | ---------- |  | ---------- |
| MDNSNWTSVS |  | HFVLLGISTH |  | PEEQIPLFLV |  | FSLMYAINIS |  | GNLAIITLIL |
| SAPRLHIPMY |  | IFLSNLALTD |  | ICFTSTTVPK |  | MLQIIFSPTK |  | VISYTGCLAQ |
| TYFFICFAVM |  | ENFILAVMAY |  | DRYIAICHPF |  | HYTMILTRML |  | CVKMVVMCHA |
| LSHLHAMLHT |  | FLIGQLIFCA |  | DNRIPHFFCD |  | LYALMKISCT |  | STYLNTLMIH |
| TEGAVVISGA |  | LAFITASYAC |  | IILVVLRIPS |  | AKGRWKTFST |  | CGSHLTVVAI |
| FYGTLSWVYF |  | RPLSSYSVTK |  | GRIITVVYTV |  | VTPMLNPFIY |  | SLRNGDVKGG |
| FMKWMSRMQT |  | FFFR       |  |            |  |            |  |            |

A: Аланін

C: Цистеїн

D: Аспарагінова кислота

E: Глутамінова кислота

F: Фенілаланін

G: Гліцин

H: Гістидин

I: Ізолейцин

K: Лізин

L: Лейцин

M: Метіонін

N: Аспарагін

P: Пролін

Q: Глутамін

R: Аргінін

S: Серин

T: Треонін

V: Валін

W: Триптофан

Кодований геном білок за функціями належить до рецепторів, g-білокспряжених рецепторів, білків внутрішньоклітинного сигналінгу. 
Локалізований у клітинній мембрані.